# Lynk Lee
Tô Mạnh Linh (sinh ngày 24 tháng 10 năm 1988), sau đổi thành Tô Ngọc Bảo Linh, thường được biết đến với nghệ danh Lynk Lee, là một nữ ca sĩ, nhạc sĩ kiêm YouTuber người Việt Nam. Cô nổi danh từ làn sóng underground và âm nhạc indie.

## Tiểu sử
Lynk Lee ban đầu được sinh ra với giới tính sinh học là nam dưới tên khai sinh Tô Mạnh Linh. Từ nhỏ, Lynk Lee đã là một người có năng khiếu và đam mê ca hát. Năm 6 tuổi, anh bắt đầu tham gia nhiều hoạt động văn nghệ tại trường và địa phương. Năm 12 tuổi, Lynk Lee bắt đầu sáng tác những ca khúc đầu tiên. Lynk Lee cũng có thành tích học tập tốt, với tấm bằng tốt nghiệp Trung học phổ thông loại giỏi, và vượt qua kỳ thi tuyển sinh đại học năm 2007, trở thành sinh viên khoa Tiếng Anh tại Trường Đại học Mở Hà Nội.
Đầu năm 2020, Lynk Lee đến Hàn Quốc để làm thực hiện ca phẫu thuật chuyển giới thành nữ.

## Sự nghiệp
Ngày 11 tháng 1 năm 2011, Lynk Lee lập kênh YouTube và bắt đầu cho ra những video âm nhạc đầu tiên là "Vô hồn" và "Ảo giác".
Năm 2012, cô cho ra mắt ca khúc "Tạm biệt nhé", ca khúc đã gây sốt trong cộng đồng giới trẻ lúc bấy giờ, đặc biệt là những bạn học sinh cuối cấp 3. Ca khúc này giúp tên tuổi Lynk Lee được phổ biến rộng rãi hơn. Cô lần lượt ra các bài hát khác là: "Nơi tôi thuộc về", "Nếu có thể được yêu", "Tiếng mưa" cũng trong năm này.
Năm 2013, cô quyết định tham gia cuộc thi ca nhạc Vietnam's Got Talent (mùa 2) và lọt vào vòng bán kết. Khi tham gia cuộc thi, cô đã làm giám khảo ngạc nhiên bởi khả năng sáng tác của mình khi mới 25 tuổi mà đã sáng tác được hơn 100 bài hát. Cũng trong năm đó cô cho ra mắt các video âm nhạc "Còn đâu vòng tay", "Nắm chặt tay anh nhé", "Cho tôi xin một vé đi tuổi thơ", "Ngày ấy bạn và tôi", "Hoàng Hôn Tắt".
Năm 2014, cô tham gia đóng vai phụ trong dự án phim Sitcom "Học Sinh Phố" và đăng lên kênh YouTube của mình (dự án do Đài Truyền hình Kỹ thuật số VTC sản xuất).
Ngày 13 tháng 12 năm 2019, Lynk Lee cho ra mắt sản phẩm âm nhạc do chính cô sáng tác "Buồn Thì Cứ Khóc Đi". Trước đó, nữ ca sĩ đã từng thể hiện đoạn điệp khúc của ca khúc này trong bản mashup "Rapcoustic 5″ cùng Đen Vâu và Kimmese.
Ngày 24 tháng 6 năm 2020, Lynk Lee ra mắt MV "Không dám". Đây là sản phẩm âm nhạc đánh dấu cột mốc lần đầu tiên xuất hiện với hình ảnh nữ tính, nhẹ nhàng. Trên thực tế, bản audio của ca khúc "Không Dám" đã được Lynk Lee sáng tác từ năm 2019 và ra mắt bản audio vào tháng 2/2020 nhưng cho đến tháng 6, nữ ca sĩ này mới quyết định tung ra một sản phẩm âm nhạc hoàn chỉnh để gửi đến khán giả.
Ngày 24 tháng 10 năm 2022, Lynk Lee ra mắt video ca nhạc "Chắc nên thôi" để dành tặng cho khán giả vào ngày sinh nhật mình. MV được quay trong chuyến du ngoại tại Hàn Quốc, tại đây cô đã làm phẫu thuật giọng nói.

## Đời tư
Năm 2018, nữ ca sĩ bắt đầu có dấu hiệu thay đổi ngoại hình. Cô chuộng phong cách ăn mặc phi giới tính. Sau đó, Lynk Lee tiêm filler để tạo hình má, nhấn mí, sửa mũi. Song song với việc can thiệp thẩm mỹ, Lynk Lee còn thay đổi về cả phong cách thời trang lẫn kiểu tóc.
Đầu năm 2020, Lynk Lee công khai cho biết đã sang Hàn Quốc để thực hiện phẫu thuật chuyển giới thành nữ. Sau khi công khai chuyển giới, Lynk Lee thay đổi trang cá nhân Facebook chuyển sang giới tính nữ và cách xưng hô. Thế nhưng, Lynk Lee vấp phải tranh cãi của cộng đồng mạng. Một phần khán giả cảm thấy khó chấp nhận khi Lynk Lee thư sinh của 7 năm trước nay đã đổi khác quá nhiều. Ca sĩ kể lại 80% trong số 10.000 bình luận dưới ảnh đại diện là những tranh cãi của người hâm mộ.

## Danh sách tác phẩm

### Audio
| Năm  | Ca khúc                                | Sáng tác          | Ngày phát hành    | Chú thích |
| ---- | -------------------------------------- | ----------------- | ----------------- | --------- |
| 2014 | Nhật ký lớp tôi (OST Học sinh phố)     | Lynk Lee          | 4 tháng 9, 2014   |           |
| 2015 | Tát nước đầu đình (ft.Binz)            | Y Vân             | 6 tháng 9, 2015   | [ 12 ]    |
| 2015 | 10 ngày rồi yêu (ft. Lee7)             | Lynk Lee          | 29 tháng 12, 2015 |           |
| 2016 | Cô Gái Bàn Bên.Đen Vâu (ft.Lynk Lee)   | Đen Vâu, JGKiD    | 16 tháng 3, 2016  | [ 13 ]    |
| 2019 | Nếu Mình Gần Nhau (x Đen Vâu x Chi Pu) | Đen Vâu, Lynk Lee | 18 tháng 1, 2019  | [ 14 ]    |
| 2020 | Không dám                              | Lynk Lee          | 16 tháng 2, 2020  | [ 15 ]    |

### Mashup Rapcoustic
Là 1 dự án kết hợp giữa Lynk Lee thực hiện với những người bạn thân thiết là Kimmese, rapper Đen Vâu  cùng các nhạc công Sỹ Tuệ, Quốc Bảo.

##### Các bản Mashup Rapcoustic
| Năm  | tác phẩm             | ngày phát hành    | Chú thích |
| ---- | -------------------- | ----------------- | --------- |
| 2017 | Ngẫu Hứng Rapcoustic | 1 tháng 10, 2017  | [ 18 ]    |
| 2017 | Mashup Rapcoustic 2  | 24 tháng 12, 2017 | [ 19 ]    |
| 2018 | Mashup Rapcoustic 3  | 14 tháng 2, 2018  | [ 20 ]    |
| 2018 | Mashup Rapcoustic 4  | 21 tháng 8, 2018  | [ 21 ]    |
| 2019 | Mashup Rapcoustic 5  | 4 tháng 10, 2019  | [ 22 ]    |

### Video âm nhạc
| Năm  | Tiêu đề                                             | Sáng tác                                  | Ngày phát hành    | Chú thích |
| ---- | --------------------------------------------------- | ----------------------------------------- | ----------------- | --------- |
| 2011 | Vô hồn (ft Mr.Cz - Lil Bee)                         | Lynk Lee                                  | 6 tháng 5, 2011   |           |
| 2011 | Ảo giác                                             | Lynk Lee                                  | 6 tháng 5, 2011   |           |
| 2011 | Mưa ngọt ngào                                       | Lynk Lee                                  | 24 tháng 10, 2011 |           |
| 2012 | Tạm biệt nhé (ft.Phúc Bằng)                         | Lynk Lee                                  | 31 tháng 5, 2012  | [ 23 ]    |
| 2012 | Nơi tôi thuộc về (ft. Dr.Cizzle - Mc ILL - Super E) | Dr.Cizzle, Mc Ill, Super E, The Questions | 2 tháng 9, 2012   |           |
| 2012 | Nếu có thể được yêu (ft.Ling)                       | Mr Hiếu                                   | 26 tháng 12, 2012 |           |
| 2012 | Tiếng mưa                                           | Lynk Lee                                  | 28 tháng 8, 2012  |           |
| 2013 | Còn đâu vòng tay (ft.Phúc Bằng)                     | Lynk Lee                                  | 20 tháng 3, 2013  |           |
| 2013 | Nắm chặt tay anh nhé                                | Lynk Lee                                  | 13 tháng 2, 2013  |           |
| 2013 | Cho tôi xin một vé đi tuổi thơ                      | Hoàng Ka                                  | 1 tháng 6, 2013   | [ 24 ]    |
| 2013 | Ngày ấy bạn và tôi                                  | Lynk Lee                                  | 4 tháng 5, 2013   |           |
| 2013 | Hoàng Hôn Tắt                                       | Lynk Lee                                  | 30 tháng 12, 2013 |           |
| 2014 | Cô gái nông thôn (ft.NPQ)                           | Nguyễn Quang Phi                          | 28 tháng 4, 2014  |           |
| 2015 | Khi Anh Bối Rối                                     | Lynk Lee                                  | 14 tháng 2, 2015  |           |
| 2015 | Nhắm mắt                                            | Lynk Lee                                  | 18 tháng 5, 2015  |           |
| 2016 | Xin Em Đừng Giận Anh                                | NQP                                       | 15 tháng 10, 2016 |           |
| 2016 | Cơn mưa tuổi thanh xuân (OST Tháng 5 Để Dành)       | A.C Xuân Tài                              | 14 tháng 12, 2016 |           |
| 2016 | Em ơi                                               | Lynk Lee - Kevin Sôcôla                   | 11 tháng 2, 2016  |           |
| 2017 | Đừng tìm lại nhau (ft.Lil Shady)                    | Lynk Lee, Lil Shady                       | 15 tháng 1, 2017  |           |
| 2017 | Ngày chia tay (ft. A.C Xuân Tài)                    | A.C Xuân Tài                              | 17 tháng 5, 2017  |           |
| 2017 | Chuyện Tôi Kể                                       | Lynk Lee                                  | 25 tháng 6, 2017  |           |
| 2017 | Chờ Một Ngày Nắng                                   | Lynk Lee, NAhy                            | 23 tháng 9, 2017  |           |
| 2018 | Đừng gọi anh là idol. Đen Vâu (ft.Lynk Lee)         | Đen Vâu, Lynk Lee                         | 20 tháng 7, 2018  | [ 25 ]    |
| 2019 | Buồn thì cứ khóc đi                                 | Lynk Lee, A.C Xuân Tài                    | 13 tháng 12, 2019 |           |
| 2020 | 7 tỷ người (Bản piano)                              | Lynk Lee, A.C Xuân Tài                    | 6 tháng 1, 2020   |           |
| 2020 | Không Dám                                           | Lynk Lee, A.C Xuân Tài                    | 24 tháng 6, 2020  |           |
| 2020 | Hát Về Cha                                          | Chiến Nguyễn                              | 25 tháng 5, 2020  |           |
| 2020 | Mãi Bên Nhau Bạn Nhé                                | Nguyễn Hải Phong                          | 16 tháng 7, 2020  |           |
| 2021 | Phải chăng trưởng thành là chia ly (Bản phối mới)   | A.C Xuân Tài                              | 13 tháng 3, 2021  |           |
| 2022 | Chắc nên thôi                                       | Lynk Lee                                  | 24 tháng 10, 2022 | [ 26 ]    |

### Sitcom
| Năm  | Tiêu đề      | Vai diễn | Chú thích |
| ---- | ------------ | -------- | --------- |
| 2014 | Học sinh Phố |          | [ 3 ]     |

### Xuất hiện trong video âm nhạc
| Năm  | Tiêu đề           | (Các) Nghệ sĩ                       | Ngày phát hành    | Chú thích |
| ---- | ----------------- | ----------------------------------- | ----------------- | --------- |
| 2019 | 7 Tỷ người        | A.C Xuân Tài (ft.Deus Tiến Đạt)     | 6 tháng 11, 2019  | [ 27 ]    |
| 2019 | Lối nhỏ           | Đen Vâu (ft.Phương Anh Đào)         | 21 tháng 10, 2019 | [ 28 ]    |
| 2020 | Lạnh Từ Trong Tim | Quang Vinh ft. Mr. Siro             | 30 tháng 11, 2020 | [ 29 ]    |
| 2021 | Sau 30            | A.C Xuân Tài x Mina Phan x Duy Andy | 1 tháng 2, 2021   | [ 30 ]    |

### Chương trình truyền hình
| Năm  | Chương trình/ Cuộc thi                          | Vai trò          | Phát sóng trên | Mùa/Tập       | Chú thích         |
| ---- | ----------------------------------------------- | ---------------- | -------------- | ------------- | ----------------- |
| 2013 | Tìm kiếm tài năng: Vietnam's Got Talent (mùa 2) | Thí sinh         | VTV3, VTV2     | Mùa 2         |                   |
| 2017 | Phiên bản hoàn hảo                              | Khách mời        | HTV7           | Tập 11        |                   |
| 2018 | Giọng ca bí ẩn                                  | Khách mời        | HTV7           | Tập 12        |                   |
| 2019 | Ca sĩ bí ẩn                                     | Khách mời        | HTV7           | Mùa 3         | [ 31 ]            |
| 2020 | Gương mặt thân quen                             | Thí sinh         | VTV3           | mùa 8         | [ 32 ] [ 33 ]     |
| 2020 | Nhanh như chớp                                  | Khách mời        | HTV7           | Mùa 3, tập 3  |                   |
| 2020 | Ơn giời cậu đây rồi!                            | Khách mời        | VTV3           | Mùa 7,tập 8   |                   |
| 2020 | Người một nhà                                   | Khách mời        | VTV3           | Mùa 1, tập 7  | [ 34 ]            |
| 2020 | Come out                                        | Khách mời        | MCVMedia       | Tập 96        | [ 35 ] [ 36 ]     |
| 2020 | Úm ba ra chữ gì                                 | Khách mời        | VTV3           | Mùa 2, tập 16 | [ 37 ]            |
| 2020 | Bếp vui bùng vị                                 | Khách mời        | HTV2           | Tập 7         | [ 38 ]            |
| 2020 | King of rap                                     | Khách mời        | VTV3           |               |                   |
| 2020 | Sao Hỏa Sao Kim                                 | Khách mời        | HTV7           | Mùa 2, tập 6  | [ 39 ] [ 40 ]     |
| 2020 | Tò mò Showbiz                                   | Khách mời        | VTVCab 4       | Tập 17        | [ 41 ]            |
| 2020 | Sàn đấu ca từ                                   | Khách mời        | HTV7           | Mùa 5, tập 5  | [ 42 ] [ 43 ]     |
| 2020 | Siêu bất ngờ                                    | Khách mời        | HTV7           | Mùa 5, tập 5  |                   |
| 2021 | Thiên đường ẩm thực                             | Khách mời        | HTV7           | Mùa 6, Tập 13 | [ 44 ]            |
| 2021 | Căn bếp vui nhộn                                | Khách mời        | HTV7           | Tập 20        | [ cần dẫn nguồn ] |
| 2021 | Lạ lắm à nha                                    | Khách mời        | VTV3           | Tập 8         |                   |
| 2021 | Nhanh như chớp                                  | Khách mời        | HTV7           | Mùa 3, tập 19 |                   |
| 2021 | Ca sĩ bí ẩn                                     | Khách mời        | HTV7           | Mùa 5, tập 5  | [ 45 ]            |
| 2023 | Người ấy là ai                                  | Cố vấn khách mời | HTV2           | Mùa 5, Tập 5  |                   |
| 2023 | Chị đẹp đạp gió rẽ sóng                         | Thí sinh         | VTV3           | Mùa 1         |                   |
| 2023 | Cuối tuần tuyệt vời                             | Khách mời        | VTV3           | Tập 1         |                   |

## Giải thưởng
- Giải nhất cuộc thi tiếng hát sinh viên vào năm 2009 đến 2010 tại trường Trường Đại học Mở Hà Nội.
- Giải nhất cuộc thi khuấy động đam mê vào năm 2010.
- Giải nhất cuộc thi BeUnik 11 vào năm 2011.
- Giải nhất gameshow My sound do Imuzik vào năm 2011.
- Lọt vào vòng bán kết Tìm kiếm tài năng: Vietnam's Got Talent (mùa 2).
- Giải nhất cuộc thi Phiên bản hoàn hảo - tập 11 vào năm 2017
- Giải ba gương mặt thân quen mùa 8 vào năm 2020